# Mészlakó kövirózsa
A mészlakó kövirózsa (Sempervivum calcareum) a kőtörőfű-virágúak (Saxifragales) rendjébe, ezen belül a varjúhájfélék (Crassulaceae) családjába és a fáskövirózsa-formák (Sempervivoideae) alcsaládjába tartozó faj.

## Előfordulása
A mészlakó kövirózsa előfordulási területe az európai Alpok délnyugati hegységei. Franciaország és Olaszország hegyvidékein őshonos.

## Megjelenése
Évelő növényfaj, amelynek pozsgás levelei tőlevélrózsaszerűen nőnek. A zöld leveleknek a végei lilásak vagy vörösesek. Az ember kialakította a teljesen vörös levelű változatot is.

## Egyéb
Ez a varjúhájféle a rokon pókhálós kövirózsával (Sempervivum arachnoideum) L. (1753) együtt alkotja a Sempervivum × morelianum Viv.-Morel (1924) nevű hibridet.